# Chapsy

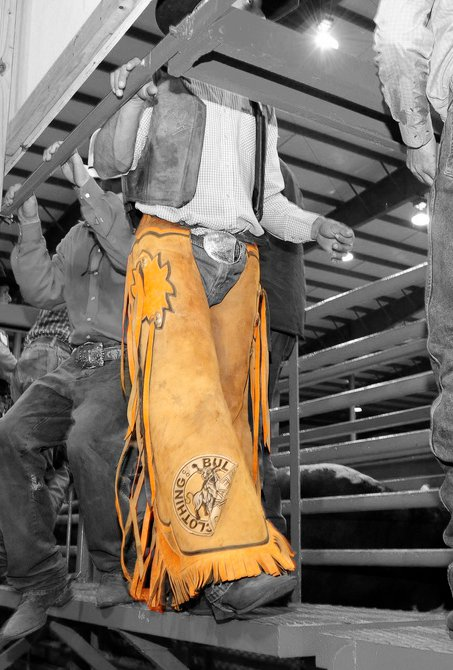
Jezdecké návleky - chapsy

Chapsy neboli minichapsy jsou jezdecké návleky, které chrání lýtko před odřením o třmenové řemeny a holeň před nárazy. Nejčastěji se nosí v letních obdobích společně s nízkými jezdeckými botami neboli pérky. Upínají se kolem podrážky před patou pomocí suchého zipu a jsou dlouhé až pod kolena. Pro snadnější navlékání jsou chapsy vybaveny zipem po celé délce od podrážky až ke koleni. Nejčastěji jsou vyrobeny ze syntetické kůže nebo z neoprenu doplněné o silikonové protiskluzové potisky na vnitřní straně.